# Calvin Banks
Calvin T. Banks (ur. 21 lutego 1997) – amerykański aktor pornograficzny występujący w produkcjach gejowskich. W 2019 został uhonorowany Grabby Award jako wykonawca roku.

## Życiorys

### Wczesne lata
Po urodzeniu mieszkał z rodzicami w Atlancie w stanie Georgia, a kiedy miał trzy lata, przeprowadził się z rodziną do Springfield w stanie Massachusetts. Jego rodzice rozwiedli się i odwiedzał ojca w każdy weekend. W 2019, podczas wywiadu emitowanego na kanale telewizyjnym Himeros.tv, ujawnił, że gdy miał siedem lub osiem lat, a jego siostra uczęszczała na zajęcia gimnastyczne przez kilka godzin w każdą sobotę, był wykorzystywany seksualnie przez ojca. Banks nie zdawał sobie wówczas sprawy z tego, że jego ojciec również wykorzystywał seksualnie jego siostry. W wywiadzie dla portalu queerty.com powiedział: Teraz mogę spokojnie powiedzieć, że mój tata był moim pierwszym facetem. Nie wstydzę się. Mogę się z tego śmiać. Jego matka skierowała Banksa i jego siostry na terapię, która dała szansę na usunięcie części traumy związanej z wykorzystywaniem seksualnym. W wieku 15 lat ujawnił się jako homoseksualista.
Ukończył szkołę średnią i kurs asystentów pielęgniarskich.

### Kariera
Karierą w branży pornograficznej zainteresował się za namową aktora porno Gavina Philipsa. 11 lutego 2016, w wieku 18 lat zadebiutował przed kamerami w produkcji wytwórni Helix Studios Introducing Calvin Banks jako aktyw w scenie z Tylerem Hillem. Później występował również w filmach wytwórni Mile High i Naked Sword.
Pierwszym filmem wytwórni CockyBoys z jego udziałem zrealizowanym 28 lutego 2017 był Cockyboy Is... Featuring Calvin Banks and Boomer Banks, który przyniósł mu nominację do GayVN Award w kategorii „najlepsza scena seksu w duecie” z Boomerem Banksem. W komediodramacie Bruce’a La Bruce’a It is Not the Pornographer That is Perverse... (2018) zagrał postać kierowcy Ubera.

## Nagrody
| Rok  | Nagroda                 | Kategoria                             | Film                                             | Inni wykonawcy |
| ---- | ----------------------- | ------------------------------------- | ------------------------------------------------ | -------------- |
| 2018 | Grabby Award            | Wykonawca o chłopięcej urodzie        | –                                                | –              |
| 2018 | Grabby Award            | Najlepszy duet                        | Just One Night (2017)                            | Allen King     |
| 2018 | GayVN Award             | Nagroda fanów – Najgorętszy debiutant | –                                                | –              |
| 2019 | Grabby Award            | Wykonawca roku                        | –                                                | –              |
| 2019 | GayVN Award             | Nagroda fanów – ulubiony penis        | –                                                | –              |
| 2020 | StraightUpGayPorn Award | Najlepsza wszechstronna scena         | Alphas (2019)                                    | Josh Brady     |
| 2020 | StraightUpGayPorn Award | Ulubiony penis                        | –                                                | –              |
| 2020 | StraightUpGayPorn Award | Scena roku                            | Calvin Banks and Mateo Vice Flip-Fuck Raw (2018) | Mateo Vice     |
| 2020 | GayVN Awards            | Ulubiony penis                        | –                                                | –              |